# Massimo Moia
Massimo Moia, né le 9 mars 1987 à Liège en Belgique, est un footballeur belge. Il évolue au poste d'arrière gauche. Il mesure 1,78 m et pèse 71 kg.
Formé au RCS Visé, il a ensuite rejoint le club néerlandais du MVV Maastricht. Puis il est allé au Football Club Sochaux-Montbéliard, où il évoluait dans l'équipe réserve (CFA). Il a ensuite évolué à La Gantoise, au Sporting de Charleroi avant d'être prêté à Saint-Trond VV en août 2009. Il revient ensuite au Sporting de Charleroi en janvier 2010.

## Carrière
- RCS Visé
- 2003-2004 : MVV Maastricht
- 2004-2007 : FC Sochaux
- 2007-Décembre 2008 : La Gantoise, 24 matchs, 1 but, Coupe d'Europe Intertoto : 4 matchs, 0 but
- Décembre 2008-2009 : Sporting de Charleroi
- Août 2009-Janvier 2010 : Saint-Trond VV
- Janvier 2010-... : Sporting de Charleroi

Massimo Moia fait partie des 21 joueurs de l'équipe espoir belge après ses prestations avec La Gantoise.